# أبار مولاي المهدي (واد إفلي)
أبار مولاي المهدي هو دُوَّار يقع بجماعة بني امحمد سجلماسة، إقليم الرشيدية، جهة درعة تافيلالت في المملكة المغربية. ينتمي الدوّار لمشيخة واد إفلي التي تضم 26 دوار. يقدر عدد سكانه بـ 102 نسمة حسب الإحصاء الرسمي للسكان والسكنى لسنة 2004.

## وصلات خارجية
- البوابة الوطنية للجماعات الترابية
- المندوبية السامية للتخطيط